# 6210 Hyunseop
A 6210 Hyunseop (ideiglenes jelöléssel 1991 AX1) a Naprendszer kisbolygóövében található aszteroida. Masanori Matsuyama és Vatanabe Kazuró fedezte fel 1991. január 14-én.